# SEA-ME-WE 3
SEA-ME-WE 3 oder South-East Asia – Middle East – Western Europe 3 ist ein Seekabel, das Europa, Afrika, Asien und Australien miteinander verbindet. Es wurde am 30. August 1999 in Betrieb genommen. Das Kabel ist das dritte aus einer ganzen Serie von ähnlich benannten Seekabeln, die Europa und Ostasien verbinden. Vorangegangen waren SEA-ME-WE 1 und SEA-ME-WE 2. Später folgten SEA-ME-WE 4 und SEA-ME-WE 5.

## Betreiber
Das Kabelsystem wird durch ein Konsortium von 93 Telekommunikationsfirmen aus 58 Ländern betrieben.

## Technische Daten
Mit 39.000 km Gesamtlänge ist SEA-ME-WE-3 das weltweit größte Seekabelsystem. Zur Kapazitätssteigerung und zur Verbesserung der Signalqualität wird Wavelength Division Multiplexing eingesetzt. Die maximale Übertragungskapazität liegt bei 8× 2,5 Gbps.

## Landepunkte

Lage und Landepunkte des SEA-ME-WE-3-Seekabels

Das Kabel hat 39 Landepunkte in 33 Ländern und auf vier Kontinenten.
1. Norden,  Deutschland
2. Ostende,  Belgien
3. Goonhilly,  Vereinigtes Königreich
4. Penmarc’h,  Frankreich
5. Sesimbra,  Portugal
6. Tétouan,  Marokko
7. Mazara del Vallo,  Italien
8. Chania,  Griechenland
9. Marmaris,  Türkei
10. Yeroskipos,  Zypern
11. Alexandria,  Ägypten
12. Sues,  Ägypten
13. Dschidda,  Saudi-Arabien
14. Dschibuti,  Dschibuti
15. Maskat,  Oman
16. Fudschaira,  Vereinigte Arabische Emirate
17. Karatschi,  Pakistan
18. Mumbai,  Indien
19. Kochi,  Indien
20. Dehiwala-Mount Lavinia,  Sri Lanka
21. Pyapon,  Myanmar
22. Satun,  Thailand
23. Penang,  Malaysia
24. Medan,  Indonesien
25. Tuas,  Singapur
26. Jakarta,  Indonesien
27. Perth,  Australien
28. Mersing,  Malaysia
29. Tungku,  Brunei
30. Đà Nẵng,  Vietnam
31. Batangas City,  Philippinen
32. Taipa,  Macau
33. Deep Water Bay,  Hongkong
34. Shantou,  Volksrepublik China
35. Fengshan,  Taiwan
36. Toucheng,  Taiwan
37. Shanghai,  Volksrepublik China
38. Keoje,  Südkorea
39. Okinawa,  Japan

## Störungen

### Beschädigungen durch Schiffsanker
Vermutlich durch Schiffsanker wurde das Kabel in den ersten beiden Jahren nach Inbetriebnahme zweimal beschädigt, wodurch es auf mehreren Kontinenten zu teilweise beträchtlichen Störungen des Datenverkehrs kam, denen jedoch kurzfristig durch Ausweichen auf Alternativrouten begegnet werden konnte.
Die erste derartige Beschädigung erfolgte im November 2000 vor der Küste Singapurs. Hauptbetroffener war Australien, das zeitweise völlig vom Internet abgeschnitten war, daneben Japan, Indonesien und Hongkong; in sehr geringem Umfang auch Großbritannien und die USA.
Australien war erneut mehrere Stunden lang vom Internet abgeschnitten aufgrund eines Kabelbruchs, der sich im September 2001 vor der Küste Chinas bei Shantou ereignete. China selbst konnte angeblich auf Alternativrouten ausweichen.

### Erdbeben
Am 26. Dezember 2006 hat das Hengchun-Erdbeben mit einer Stärke von 7,1 vor der Küste Taiwans das Kabel in Ostasien beschädigt. Dies hat zu Beeinträchtigungen im Telefon- und Internetverkehr von und nach Ostasien geführt. Im Dezember 2008 waren große Teile des Nahen Ostens nicht über SEA-ME-WE 4 (SMW4), SEA-ME-WE 3 (SMW3) und FLAG EA erreichbar, weil die Kabel zwischen Italien und Ägypten unterbrochen waren. Obwohl Gerüchte über einen Anschlag verbreitet wurden, lag es wohl an einem Erdbeben.

### Vermeintlicher Defekt in Myanmar
Ein Ausfall des Internets in Myanmar während der Demonstrationen Ende September 2007 konnte nicht, wie von Myanmars Regierung behauptet, auf einen Defekt von SEA-ME-WE 3 zurückgeführt werden. Die Ursachen des Ausfalls bleiben unklar.

### 2013
Eine Störung von SEA-ME-WE 3 zwischen Singapur und Perth in indonesischen Hoheitsgewässern beeinträchtigte Anfang 2013 den Internetverkehr in Australien.

## Geheimdienstliche Überwachung
Im Sommer 2013 wurde durch Unterlagen des ehemaligen NSA-Mitarbeiters und Whistleblowers Edward Snowden bekannt, dass der britische Geheimdienst GCHQ in der Lage sein soll, den Datenverkehr von SEA-ME-WE 3 vollständig abzuhören bzw. zu speichern, vermutlich bei der Landungsstelle Goonhilly in Cornwall im Rahmen des Geheimdienstprogramms Tempora. Im Rahmen der UKUSA-Vereinbarung (Five Eyes) leistet der australische Nachrichtendienst Defence Signals Directorate Amtshilfe.
- Siehe auch: Tempora und Überwachungs- und Spionageaffäre 2013

## Weblink
- Website für SEA-ME-WE 3